# Nation Wars
Le tournoi des Nation Wars est un événement e-sport se jouant sur la série de jeux vidéo StarCraft II. Il oppose les représentants de différents pays ; leurs équipes sont composées de trois joueurs choisis au préalable par la communauté, via un système de vote. Les parties sont commentées en streaming par différentes personnalités de l'e-sport, dans plusieurs langues.
La première édition du tournoi a lieu en 2014, et est organisée par Alt Tab Productions, pour le compte de la web TV O'Gaming TV. La cinquième édition se déroule du 21 mars au 22 avril 2018.

## Mode de fonctionnement
Le créateur du tournoi, O'Gaming TV, diffuse à la fois les matchs en direct, les rediffuse, et met ensuite à disposition sur sa chaîne YouTube les replays.
Les deux premières éditions du tournoi se font sur l'extension StarCraft 2: Heart of the Swarm, les trois suivantes sur StarCraft 2: Legacy of the Void.

### Participants et arbre du tournoi
À la suite du succès des éditions successives, le nombre de pays conviés a progressivement augmenté, passant de 8 à la première à 32 pour la quatrième. Les pays sont sélectionnés en fonction de leur rang WCS, ce rang se calculant en additionnant les points de ses joueurs les mieux classés. Ce concept de faire jouer des équipes nationales, et non des équipes professionnelles ou des joueurs seuls, est propre à cette compétition, s'inspirant des premières tentatives de ce genre,.
Une fois les pays sélectionnés, la communauté en ligne internationale de StarCraft II est sollicitée pour choisir les joueurs allant représenter le pays. Les joueurs pouvant se présenter font obligatoirement partie de la ligue Grand Maître en cours sur l'un des serveurs « régionaux ». Chaque votant peut donner son avis sur chaque pays ; les trois premiers joueurs sont sélectionnés pour jouer, le quatrième est conservé pour être un remplaçant potentiel (en cas d'impossibilité pour un joueur de l'équipe de participer à l'un des tours ou à l'ensemble de la compétition). L'organisateur tire ensuite au sort les premiers tours (à élimination directe, opposant généralement une équipe d'un haut rang WCS - « tête de série » -, et une équipe plus faible,), et tire à nouveau les groupes pour la seconde partie du tournoi (à double élimination similaire au mode de fonctionnement de la GSL, permettant à deux pays par groupe de se qualifier). Le reste du tournoi reprend le format à élimination directe, jusqu'à la finale. La majeure partie du tournoi se joue en ligne, et seules certaines éditions ont pu voir leur phase finale être organisée en live.

### Matchs
Les équipes s'affrontent deux à deux en « Best of five - all kill » (pour la première édition) ou en « Best of seven - all kill » (pour les éditions suivantes). Le mode actuel permet à une équipe dont tous les joueurs ont été battus une fois de faire « revivre » l'un d'entre eux, pour un match décisif. Si ce dernier joueur, considéré comme l'« ace » de l'équipe, est battu, le match est perdu.
Les joueurs jouant directement de zones géographiques parfois fortement éloignées, les manches se déroulent successivement sur les serveurs géographiques respectifs des deux pays, ou sur un troisième serveur « neutre », afin de limiter les problèmes de latence. Les serveurs considérés sont l'européen, le coréen, et le nord-américain.

## Éditions

### Nation Wars I
Les Nation Wars I se déroulent du 17 au 19 janvier 2014. Elles opposent la France, la Suède, l'Allemagne, l'Ukraine, la Russie, l'Espagne, la Pologne et la Norvège. Après une phase de groupe à double élimination, la Norvège remporte le tournoi en phase finale devant la Russie et l'Ukraine, la finale se faisant au Best of seven, le reste des matchs au Best of five.

### Nation Wars II
La seconde édition rassemble des équipes représentant 16 pays. En plus des nations déjà représentées lors de l'édition précédente, les États-Unis, le Canada, le Mexique, le Royaume-Uni, l'Italie, le Danemark, la Finlande et les Pays-Bas participent pour la première fois, cette fois dans un arbre à élimination directe. La diffusion des matchs est disponible en sept langues, et se fait également sur le site du magazine L'Express. La Norvège, tenant du titre, la France, la Pologne et l'étonnant Mexique se qualifient pour les phases finales.
Un financement participatif à hauteur de 165 000 euros permet l'organisation des phases finales (demi-finales, petite et grande finales) au Trianon de Paris, ainsi qu'un ultime match opposant le gagnant des Nation Wars II à l'équipe de Corée du Sud, pays considéré comme étant le « boss final »,. La phase finale a lieu au Trianon le 26 juillet, devant un millier de spectateurs « physiques », sélectionnés via le crowdfunding, et dure près de douze heures.
La Norvège et le Mexique se qualifient facilement pour la grande finale : le joueur norvégien Eiki, supposé le plus faible de son équipe, balaie sèchement l'équipe polonaise, tandis que le meilleur joueur mexicain Juan Carlos MajOr Tena Lopez fait de même avec l'équipe française. Dans une petite finale beaucoup plus accrochée, la France, menée, l'emporte finalement face à la Pologne. Dans la grande finale, la Norvège, menée par le meilleur joueur du tournoi et best foreigner 2014 Jens Snute Aasgaard, bat le Mexique quatre manches à deux, et remporte pour la seconde fois la compétition. Les quatre finalistes se partagent la dotation du tournoi, environ 28 000 dollars, répartis respectivement pour 53 % pour le premier, 28, 13 et 6 % pour les suivants.
Le match contre la Corée du Sud est joué le 30 septembre 2014, en « Best of nine », avec la possibilité pour chaque équipe de relancer un joueur venant de perdre directement dans la manche suivante (ce joueur devant être différent de celui choisi en fin de match). L'équipe norvégienne s'incline 5 à 3, et l'équipe coréenne remporte donc la majeure partie de la dotation de 5 000 euros.

### Nation Wars III
La troisième édition voit l'équipe de Corée participer directement au tournoi, sans bénéficier cette fois d'un statut particulier. C'est également la première édition à se jouer sur la dernière extension de StarCraft II, StarCraft 2: Legacy of the Void, sortie peu auparavant. Les phases finales sont prévues comme précédemment dans une salle de spectacle, l'Olympia, mais faute de ventes suffisantes, elles doivent finalement se jouer en ligne.
Les deux finalistes de l'édition précédente, la Norvège et le Mexique, sont éliminés dès les phases de groupe. La petite finale n'est pas jouée, et la France s'impose en « Best of nine » devant la Corée, la Pologne et la Finlande se partageant la troisième place. La victoire de la France face à la Corée, incontestable (le Français Alexis MarineLorD Eusebio, qui avait déjà qualifié son équipe pour les demi-finales avec trois all-kill, inflige à aux représentants coréens un 5-0), est considéré comme un exploit, faisant de plus de MarineLorD le meilleur joueur du tournoi. La nouveauté de l'extension (dont la version finale sort en novembre 2015), sur laquelle les joueurs ont eu peu de temps pour s'entraîner de manière exhaustive, et le décalage horaire en défaveur des joueurs coréens minimise toutefois un peu la performance.

### Nation Wars IV

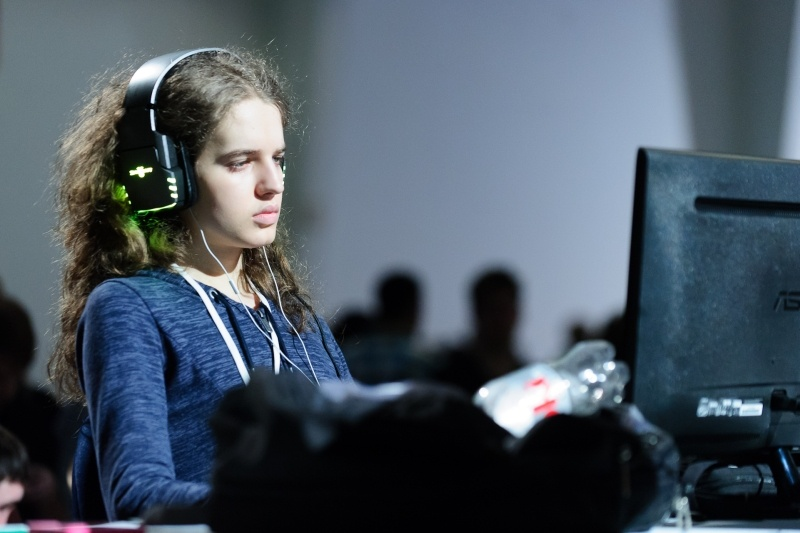
Sasha Scarlett Hostyn, meilleure joueuse de la quatrième édition du tournoi.

La quatrième édition, qui se déroule entre décembre 2016 et janvier 2017, comprend cette fois 32 pays engagés. Pour la première fois également, l'éditeur du jeu Blizzard Entertainment est partenaire de l'événement, permettant selon les organisateurs de valider définitivement le tournoi dans le paysage de l'e-sport en France. Les phases finales, pour lesquelles se sont qualifiés le Canada, la Pologne, l'Allemagne et la Corée du Sud, se déroulent dans les locaux d'O'gaming TV, en présence d'Axelle Lemaire, alors secrétaire d'État chargée du Numérique et de l'Innovation. La Corée, par son joueur phare Lee INnoVation Shin Hyung, élimine entièrement l'équipe allemande, et remporte face à la Pologne (5-4) son premier titre. Malgré l'élimination de son équipe en demi-finale par la Pologne (4-2), la meilleure joueuse du tournoi est la Canadienne Sasha Scarlett Hostyn, qui atteint un ratio de 85 % de victoires.

### Nation Wars V
La cinquième édition se déroule du 21 mars au 22 avril 2018, et comprend toujours 32 équipes. Les phases finales se jouent à Paris, à La Villette.
La Corée du Sud, tenante du titre, est qualifiée d'office pour les phases de groupes. Les autres pays doivent passer par un premier match éliminatoire, avant que les groupes ne soient constitués.
La dotation est de 50 000 dollars, qui sont répartis à 50 % pour le vainqueur, 25 % pour le finaliste, et 12,5 % pour chacun des demi-finalistes.
Durant la phase de poules, la défaite de la Corée du Sud (pour son deuxième match dans le tournoi) face au Mexique est l'événement le plus marquant ; le tenant du titre parvient tout de même à se qualifier lors du dernier match du groupe B. En finale, l'équipe coréenne parvient à conserver son titre face à l'équipe des Pays-Bas.

## Palmarès

### Première édition
Légende des races : (P) Protoss • (T) Terran • (Z) Zerg
| Place              | Pays                                           | Récompense | Équivalence en euro |
| ------------------ | ---------------------------------------------- | ---------- | ------------------- |
| Médaille d'or      | Norvège : (Z) TargA, (Z) Snute, (P) Eiki       | 3 000 USD  | 2 228 EUR           |
| Médaille d'argent  | Russie : (T) Happy, (P) TitaN, (Z) sLivko      | 1 500 USD  | 1 114 EUR           |
| Médaille de bronze | Ukraine : (Z) DIMAGA, (T) Kas, (Z) Bly         | 900 USD    | 668 EUR             |
| 4                  | Allemagne : (Z) TLO, (T) HeRoMaRinE, (P) Socke | 600 USD    | 445 EUR             |

### Seconde édition
| Place              | Pays                                          | Récompense | Équivalence en euro |
| ------------------ | --------------------------------------------- | ---------- | ------------------- |
| Médaille d'or      | Norvège : (Z) TargA, (Z) Snute, (P) Eiki      | 14 608 USD | 10 849 EUR          |
| Médaille d'argent  | Mexique : (Z) JimRising, (T)MajOr, (T)Maker   | 7 717 USD  | 5 731 EUR           |
| Médaille de bronze | France : (T) Dayshi, (Z) Stephano, (P) Lilbow | 3 583 USD  | 2 661 EUR           |
| 4                  | Pologne : (Z) Nerchio, (P) MaNa, (Z) Tefel    | 1 653 USD  | 1 228 EUR           |

Match opposant le tenant du titre contre la Corée :
| Place     | Pays                                     | Score | Récompense |
| --------- | ---------------------------------------- | ----- | ---------- |
| Vainqueur | Corée : (P) MC, (Z) Jaedong, (Z) Life    | 5     | 3 500 EUR  |
| Battu     | Norvège : (Z) TargA, (Z) Snute, (P) Eiki | 3     | 1 500 EUR  |

### Troisième édition
| Place             | Pays                                                  | Récompense | Équivalence en euro |
| ----------------- | ----------------------------------------------------- | ---------- | ------------------- |
| Médaille d'or     | France : (Z) Stephano, (P) Lilbow, (T) MarineLorD     | 8 782 USD  | 8 260 EUR           |
| Médaille d'argent | Corée du Sud : (T) INnovation, (P) PartinG, (Z) Hydra | 4 391 USD  | 4 131 EUR           |
| /4                | Pologne : (P) MaNa, (Z) Nerchio, (Z) Elazer           | 2 195 USD  | 2 064 EUR           |
| /4                | Finlande : (P) Welmu, (P) Serral, (Z) ZhuGeLiang      | 2 195 USD  | 2 064 EUR           |

### Quatrième édition
| Place             | Pays                                                       | Récompense | Équivalence en euro |
| ----------------- | ---------------------------------------------------------- | ---------- | ------------------- |
| Médaille d'or     | Corée du Sud : (T) ByuN, (T) INnovation, (P) Zest, (T) sOs | 15 000 USD | 14 241 EUR          |
| Médaille d'argent | Pologne : (Z) Elazer, (Z) Nerchio, (P) MaNa                | 7 500 USD  | 7 120 EUR           |
| /4                | Allemagne : (P) ShoWTimE, (Z) TLO, (T) HeRoMaRinE          | 3 750 USD  | 3 560 EUR           |
| /4                | Canada : (Z) Scarlett, (T) Semper, (Z) NoRegreT            | 3 750 USD  | 3 560 EUR           |

### Cinquième édition
| Place             | Pays                                                                    | Récompense | Équivalence en euro |
| ----------------- | ----------------------------------------------------------------------- | ---------- | ------------------- |
| Médaille d'or     | Corée du Sud : (T) MMA, (T) INnovation, (Z) soO                         | 25 000 USD | 20 165 EUR          |
| Médaille d'argent | Pays-Bas : (T) Optimus, (T) uThermal, (P) Harstem                       | 12 500 USD | 10 082 EUR          |
| /4                | Mexique : (T) SpeCial, (Z) JimRising, (Z) Cham                          | 6 250 USD  | 5 041 EUR           |
| /4                | Finlande : (Z) Serral, (Z) ZhuGeLiang, (P) TheMusZero, (T) WoodedMicrob | 6 250 USD  | 5 041 EUR           |

### Sixième édition
| Place              | Pays                                                  | Récompense | Équivalence en euro |
| ------------------ | ----------------------------------------------------- | ---------- | ------------------- |
| Médaille d'or      | Finlande : (Z) Serral, (Z) ZhuGeLiang, (P) TheMusZero | 18 555 USD | 14 966 EUR          |
| Médaille d'argent  | Corée du Sud : (T) INnoVation, (P) Stats, (Z) soO     | 9 277 USD  | 7 482 EUR           |
| Médaille de bronze | Italie : (Z) Reynor, (Z) Ryosis, (Z) Ryu              | 6 958 USD  | 5 612 EUR           |
| 4                  | France : (P) PtitDrogo, (T) Clem, (T) MarineLorD      | 4 638 USD  | 3 741 EUR           |